# Aubia e Espessàs
Aubía e Espessàs (en francès Aubie-et-Espessas) és un municipi francès situat al departament de la Gironda i a la regió de la Nova Aquitània.

## Demografia
| 1962                                       | 1968 | 1975 | 1982 | 1990 | 1999 | 2007  |
| ------------------------------------------ | ---- | ---- | ---- | ---- | ---- | ----- |
| 555                                        | 602  | 675  | 901  | 940  | 950  | 1.063 |
| Des de 1962: població sense dobles comptes |      |      |      |      |      |       |

## Administració
| Període   | Identitat         | Partit |
| --------- | ----------------- | ------ |
| 1983-1994 | Georges Corbizet  |        |
| 1994-1995 | René Allaire      |        |
| 1995-2008 | Gérard Lutard     |        |
| 2008-     | Sylvain Guinaudie |        |